# Хаммер, Арманд
Арма́нд Ха́ммер, Га́ммер (англ. Armand Hammer; 21 мая 1898, Манхэттен, Нью-Йорк — 10 декабря 1990, Лос-Анджелес) — американский предприниматель и коллекционер русско-еврейского происхождения, председатель корпорации Occidental Petroleum (1957—1990); доверенное лицо ряда высших руководителей Советского Союза, прозванный «личным капиталистом Ленина».

## Ранние годы
Родился в семье еврейских эмигрантов из Российской империи — Джулиуса и Розы Хаммер (в девичестве Липшиц). Отец — из семьи разорившихся судостроителей, работавших на Николаевской верфи. Как и его отец Яков, Джулиус жил в Одессе, откуда в 1875 году эмигрировал в США и поселился в Бронксе. Он занимался медицинской практикой и владел пятью аптеками.
Арманд был его вторым сыном, он родился в Нью-Йорке и поначалу утверждал, что отец назвал его в честь Арманда Дюваля из «Дамы с камелиями» Александра Дюма — сына. Однако на самом деле Джулиус Хаммер, будучи поклонником коммунистической идеологии, обозначил в имени сына символ Социалистической рабочей партии Америки (Socialist Labor Party of America), где Джулиус был одним из лидеров, — рука и молот («arm and hammer»). После Великой Октябрьской социалистической революции в России часть социалистов во главе с Джулиусом отделилась и создала Коммунистическую партию США, в которой Хаммер-старший получил членский билет № 1. В конце жизни Арманд Хаммер подтвердил эту версию происхождения своего имени.
В 1915 году Джулиус Хаммер основал семейную фармацевтическую компанию Allied Drug and Chemical Corporation, которая торговала косметикой. Это обеспечивало семье стабильный доход.
В январе 1919 года в Нью-Йорке появилась внушительная миссия Советской России, которую возглавлял гражданин Германии и видный деятель партии большевиков Людвиг Мартенс. В Бюро Мартенса Хаммер-старший фактически исполнял функции финансового директора. Ему помогал младший сын.

### Арест и заключение отца
Из-за социалистических взглядов и общественной деятельности Джулиус Хаммер находился под надзором федеральных властей. 5 июля 1919 года агенты засвидетельствовали, что медицинский кабинет Хаммера в крыле его дома в Бронксе посетила Мария Оганесова, 33-летняя жена бывшего царского дипломата, имевшая в анамнезе букет болезней, однако желавшая прервать очередную беременность. Аборт был выполнен в разгар эпидемии гриппа, и через 6 дней после него Оганесова скончалась от пневмонии.
Через 4 недели Хаммер был осуждён судом Бронкса за непредумышленное убийство 1 степени. Прокурор настаивал, что Хаммер позволил пациентке «умереть, как собаке», и попытка свалить эту смерть на осложнения гриппа является попыткой покрыть его преступление. В 1920 году суд приговорил Хаммера к 3,5 годам за решёткой. Срок он отбывал в тюрьме Синг-Синг.
Большинство историков (таких, как Беверли Гейдж и Найджел Вест) считают, что аборт сделал Джулиус, однако исследователь биографии Хаммера Эдвард Джей Эпстайн в книге «Арманд Хаммер. Тайное досье» (Dossier: The Secret History of Armand Hammer) утверждает, что незаконный аборт сделал Арманд, а отец взял на себя его вину. В суде он утверждал, что аборт необходимо было сделать по медицинским показаниям.
Арманд Хаммер окончил Колумбийский колледж, получив в 1919 году степень бакалавра, а затем медицинский факультет Колумбийского университета, получив в 1921 году степень доктора медицины. Медицинской практикой он, однако, никогда не занимался, хотя рекомендовался всегда как «доктор Хаммер». Ещё во время учёбы в университете он возглавил отцовскую фирму и стал первым в истории США студентом, заработавшим своим трудом миллион долларов.
При этом он симпатизировал социализму и неофициально работал в Бюро Мартенса. Компания Хаммера Allied Drug and Chemical Corporation заключила с бюро сделку на 150 тысяч долларов, из которых половина предназначалась для оплаты поставок нефтяного оборудования. Однако когда Мартенса в 1921 году выслали из США, Хаммеры не получили даже этой суммы. Якобы за нею Арманд Хаммер отправился в Советскую Россию летом 1921 года. Биограф Хаммера Эпстайн считает, что на самом деле Арманд выполнял секретную миссию по налаживанию связей американских коммунистов с советскими вождями.

## Доверенное лицо Ленина, агентКоминтерна
23-летнего американского предпринимателя в Кремле принял Владимир Ленин.
«Я чувствовал себя так, как будто меня подняли на вершину горы, с которой была видна вся Россия, и Ленин сказал: „А теперь выбирай, чем ты хочешь заняться“. Передо мной простиралась необъятная страна с неисчислимыми природными богатствами, неисчерпаемыми запасами рабочей силы и почти нетронутыми потенциальными возможностями, и предлагалась дружеская поддержка её вождя, в то время, пожалуй, самого могущественного человека в мире. У меня захватило дух от представившихся возможностей», — вспоминал А.Хаммер. На прощание Ленин подарил молодому человеку свое фото с надписью по-английски: «Товарищу Арманду Хаммеру от В. Ульянова (Ленина). 20.XI.1921». Этот портрет стоял в калифорнийском доме миллионера среди самых дорогих реликвий до самой смерти Хаммера.
Так Арманд Хаммер вошёл в круг бизнесменов, приближенных к советским лидерам. Он стал первым американцем, получившим концессию в Советской России — месторождение асбеста под Алапаевском.
27 октября 1921 года Народный комиссариат внешней торговли РСФСР и хаммеровская «Allied Drug and Chemical Corporation» подписали договор о поставке в Советскую Россию 1 миллиона бушелей американской пшеницы в обмен на пушнину, чёрную икру и экспроприированные большевиками драгоценности, хранившиеся в Гохране.
В 1922 году Хаммеры — Арманд и Виктор — зарегистрировали для торговли с Советами компанию Allied American Corporation, располагавшуюся в Нью-Йорке по тому же адресу, где ранее работало Бюро Мартенса — Бродвей, 120. Компания имела отделения в Москве, Берлине и Лондоне. Затем братья отбыли в Россию, где проработали 8 лет.

## Официальные и секретные миссии
Allied American Corporation в Москве занимала офис на Кузнецком мосту, а сами братья расположились в особняке на Садовой-Самотёчной улице. Официально они представляли интересы 37 американских компаний, в том числе автомобильный концерн Генри Форда.
В 1920-е годы братья Хаммеры участвовали в секретных операциях советской военной разведки и ОГПУ. Хаммер являлся номинальным владельцем арендованных в Риге торговых складов возле Центрального рынка и имел постоянные апартаменты в гостинице Roma.
Для аналогичных целей на имя Хаммеров Советская Россия приобрела эстонский Harju Pank (банк, действовавший в Эстонии в 1920-е годы), четвёртый по величине в стране, за 250 тысяч долларов, переведённых из секретного фонда Лубянки в Нью-Йорке. Арманд Хаммер вошёл в совет директоров банка, а президентом сделал своего дядю Александра Гомберга.
В 1926 году А. Хаммер предложил создать в СССР первую карандашную концессию, которая в 1932 году была выкуплена государством. Впоследствии это предприятие было известно как Московский завод пишущих принадлежностей им. Сакко и Ванцетти.
В 1927 году Хаммер женился на русской актрисе Ольге Вадиной (Ван Рут). От неё у него был единственный сын.
Братья Хаммеры выступили посредниками между советским правительством и американскими арт-дилерами и коллекционерами при распродаже музейных ценностей СССР. Покинув в начале 1930-х годов Советский Союз, они продавали сокровища династии Романовых, предметы старины, картины, скульптуры из Ленинградского Эрмитажа, яйца Фаберже (подлинные и фальшивые). Все это поставляло через Амторг ОГПУ.

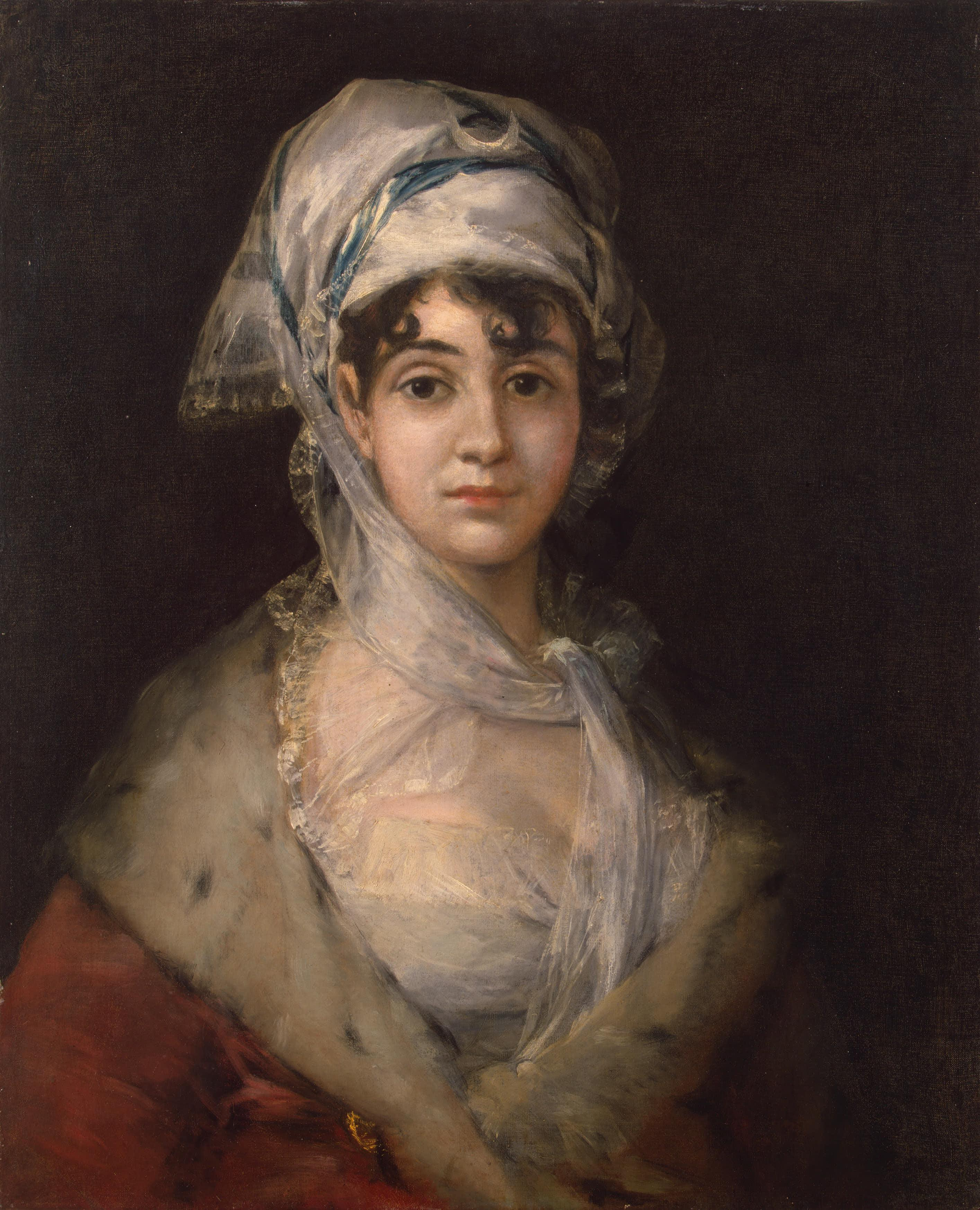
Единственное полотно Гойи в российских музеях — «Портрет актрисы Антонии Сарате», преподнесённый Хаммером в дар Эрмитажу в 1972 году.

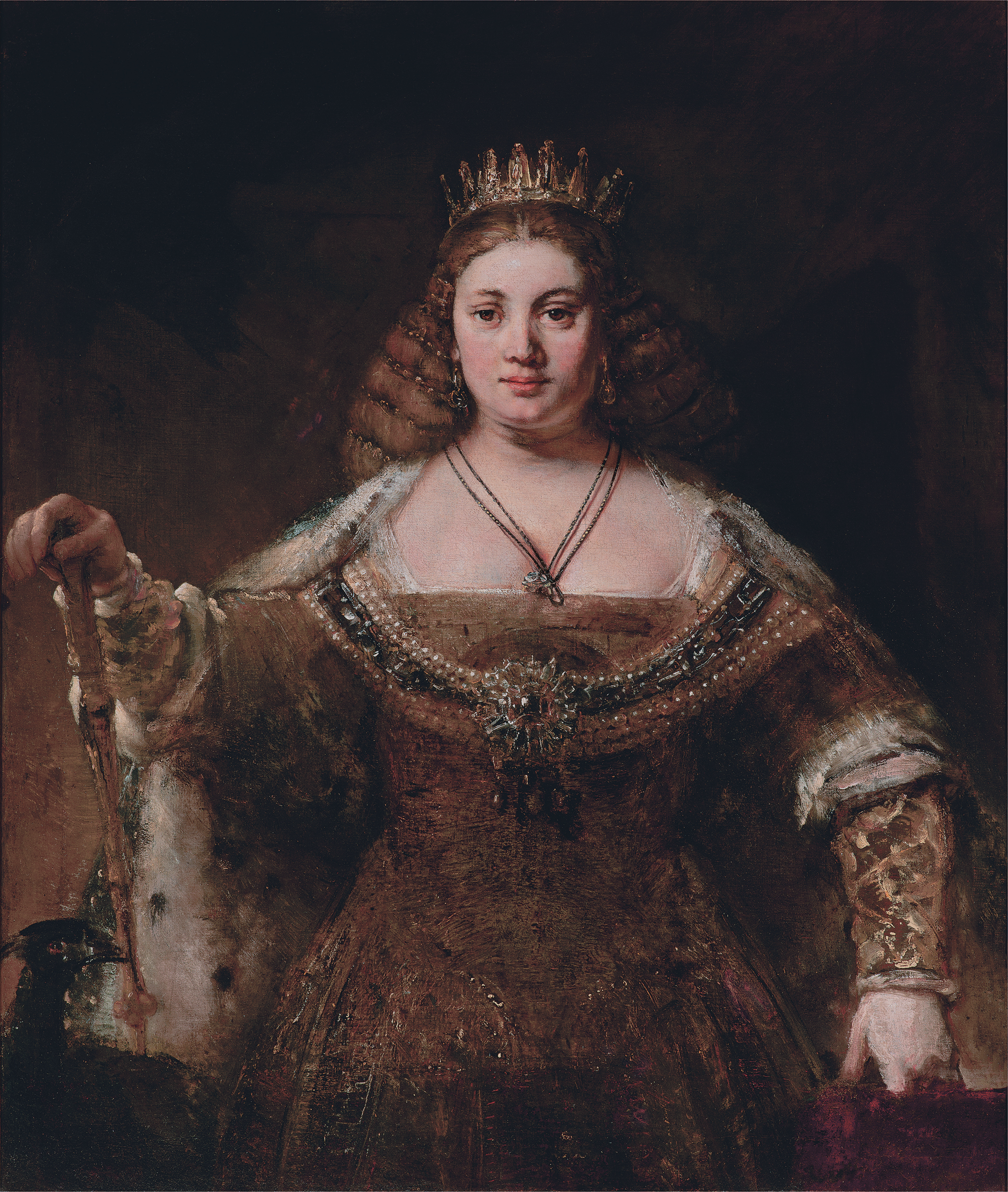
«Юнона» кисти Рембрандта в музее Хаммера в Калифорнии

После того, как в США в 1933 году был отменён сухой закон, Хаммер занимался производством алкогольных напитков.
Начиная со времени работы в Бюро Мартенса, Хаммеры были под наблюдением у спецслужб США, а жену Арманда Ольгу они считали агентом ОГПУ. Это мнение разделяла британская разведка и лично шеф ФБР Эдгар Гувер, собравший на Хаммеров досье № 61-280, ставшее основой для обвинений в адрес Арманда Хаммера в 1952 году. Однако, добиться заключения Хаммера в тюрьму Гуверу не удалось.

## Послевоенные годы
В 1960-е годы Хаммер прославился как «большой друг Советского Союза» и личный друг генерального секретаря ЦК КПСС Л. И. Брежнева. По мнению американских исследователей, Хаммер был посредником между советскими вождями и семью американскими президентами.
При участии Хаммера был построен Центр международной торговли в Москве, который также называется Хаммеровский центр, а также крупнейший завод по производству аммиака — «ТольяттиАзот» и аммиакопровод Тольятти — Одесса. Хаммер также финансировал строительство Одесского и Вентспилсского припортовых заводов — предприятий по производству жидких аммиачных удобрений в СССР.
Поддерживал Республиканскую партию США. Был осуждён за противозаконные пожертвования на избирательную кампанию Ричарда Никсона, но впоследствии был помилован президентом Джорджем Бушем-старшим.
В октябре 1987 года Арманд Хаммер приезжал в СССР и встретился с министром иностранных дел СССР Э. А. Шеварднадзе, которому рассказал о своей поездке в Кабул (Афганистан).
Мемуары Арманда Хаммера «Мой век — двадцатый. Пути и встречи» были опубликованы в СССР в 1988 году.

## Семья
- Отец — Джулиус Джейкоб Хаммер (урожд. Юлий Яковлевич Гаммер; 1874—1948) — американский фармацевт, бизнесмен и политик.
- Мать — Роуз Хаммер (урожд. Роза Рубиновна Липшиц; 1875 — 1960).
- Жена — Ольга Вадина (урожд. Ольга Вадимовна фон Рут; 1901 — 1967) — русская театральная актриса и певица.
  - Сын — Джулиан Арманд Хаммер (урожд. Юлиан Армандович Гаммер, 1929 — 1996).
    - Внук — Майкл Арманд Хаммер[англ.] (1955 — 2022) — американский предприниматель, бизнесмен.
      - Правнук — Арманд Дуглас (Арми) Хаммер (род. 1986) — американский киноактёр.

## Память
Именем Хаммера назван Объединённый всемирный колледж в США.

### Музей Хаммера
Принадлежавшие Хаммеру произведения искусства составили Музей Хаммера в Лос-Анджелесе. Его наиболее ценный экспонат — Лестерский кодекс, написанный рукой Леонардо да Винчи, — был в 1994 году продан Биллу Гейтсу за 30 млн долларов. В 2006 году при музее заработал театральный центр имени Билли Уайлдера. В 2007 году фонд Арманда Хаммера и администрация музея достигли окончательного соглашения о разделе его экспонатов.

## Награды
Выдвигался на Нобелевскую премию мира (премия была присуждена Далай-ламе).
- Орден Дружбы народов (19 мая 1978, СССР) — за активное участие в налаживании дружественных отношений и экономического сотрудничества между США и СССР и в связи с восьмидесятилетием со дня рождения[9];
- Орден Почётного легиона (Франция);
- Орден «За заслуги перед Итальянской Республикой» (Италия);
- Орден Полярной звезды (Швеция);
- Орден короны (Бельгия);
- Рыцарский крест (Австрия);
- Орден Андреса Белло (Венесуэла);
- Национальная медаль искусств (1987, США);
- Премия мира (Пакистан);
- Премия лидерства (Израиль);
- Национальная премия признательности (Мексика).

Был почётным доктором 25 университетов.